# Hradki (rejon stołpecki)
Hradki (biał. Градкі, Hradki; ros. Грядки, Griadki) – wieś na Białorusi, w obwodzie mińskim, w rejonie stołpeckim, w sielsowiecie Świerżeń Stary.

## Historia
W dwudziestoleciu międzywojennym leżały w Polsce, w województwie nowogródzkim, w powiecie stołpeckim, w gminie Mir. W 1921 miejscowość liczyła 155 mieszkańców, zamieszkałych w 25 budynkach, wyłącznie Polaków. 98 mieszkańców było wyznania prawosławnego i 57 rzymskokatolickiego.
Po II wojnie światowej w granicach Związku Sowieckiego. Od 1991 w niepodległej Białorusi.

## Ludzie związani z miejscowością
- Antoni Burdziełowski Wir (ur. w 1916 w Hradkach) – żołnierz Zgrupowania Stołpeckiego Armii Krajowej, powstaniec warszawski[2][3]